# Poliéder

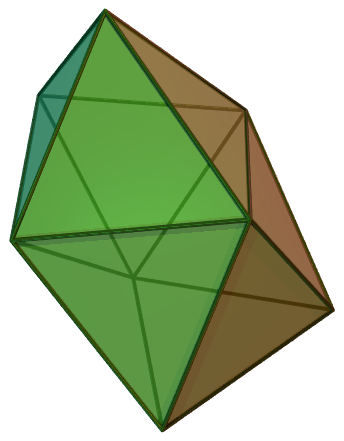
A trigondodekaéder egy olyan speciális poliéder, amelynek minden lapját szabályos háromszögek alkotják

Poliédernek nevezzük a tér azon véges sok sokszög által határolt részét, amely nem tartalmaz félegyenest (azaz korlátos). Alternatív definíció szerint egy olyan térbeli test, amelyet minden oldalról síkok határolnak. Poliéder például a kocka. A poliéder fogalma általánosítható magasabb dimenziójú vektorterekre is.

## Háromdimenziós poliéderek
A közismertebb háromdimenziós poliéderek közé tartoznak a kockákon kívül a tetraéderek, a sokszög alapú hasábok, gúlák és a paralelepipedonok. A kristályok, dobótestek, piramisok, a nyitott ajtajú szekrények poliédereknek tekinthetők. Nem poliéderek a gömbök, golyók, flakonok, tortaszeletek, mivel görbe vonalú határuk is van. Speciális poliéderek a szabályos testek.

Egy 24 csúcsú, 72 élű és 48 lapú tórikus poliéder

A konvex poliéderekre fennáll Euler törvénye:
{\displaystyle C+L-E=2.}
ahol C a csúcsok, L a lapok és E az élek száma.
Általánosabban, az összefüggő poliéderekre
{\displaystyle C+L-E=\chi .}
ahol χ a poliéder Euler-karakterisztikája. A tórusz, és a tórikus poliéderek karakterisztikája nulla.
Példa:
egy 24 csúcsú, 72 élű és 48 lapú tórikus poliéder:
{\displaystyle C+L-E=24-72+48=0.}

## Szimmetria
A szabályos poliéderek azok, amiket egybevágó szabályos sokszöglapok határolnak, és amiknek csúcsai egyformák. Három dimenzióban öt, négy dimenzióban hat, magasabb dimenzióban dimenziónként három szabályos test létezik.
Ha a szabályos testekre vonatkozó kikötések közül egyes feltételeket elhagyunk, akkor hasábokat, arkhimédeszi testeket kapunk. Az ezekbe a kategóriákba nem tartozó, de szabályos lapokkal határolt konvex testek a Johnson-testek. További nagy fokú szimmetriát mutatnak az arkhimédészi testek duálisai, a Catalan-testek.

## Általános poliéderek
Véges dimenziós vektorterekben is definiálhatóak a konvex poliéderek hipersíkokkal határolt félterek metszeteként lineáris egyenlőtlenségrendszerrel. Legyenek az {\displaystyle a_{1},\dots ,a_{n}} vektorok hipersíkok normálvektorai. A konvex poliéder ezeknek az egyik oldali féltereinek metszeteként adódik:
{\displaystyle P:=\bigcap _{i=1}^{n}\{x\;|\;a_{i}\cdot x\leq b_{i}\}=\{x\;|\;Ax\leq b\}}
ahol A az {\displaystyle a_{i}} sorvektorokból álló mátrix.
A poliéder korlátos, ha van gömb, ami tartalmazza. Ezeket politópoknak is nevezik. A politópok előállnak csúcsaik konvex kombinációjaként. A kétdimenziós politópokat poligonnak is hívják.
Minden konvex poliéder előáll, mint az extremális irányai által generált kúp és a csúcsai által generált csúcsos poliéder összege:
P: = conv{X} + cone{E}
Két dimenzióban a poliéder határának egyenesek, extremális irányainak félegyenesek felelnek meg.
Egy konvex poliéder egy lapja megkapható a poliéder és egy alkalmas hipersík metszeteként. Ez a hipersík a poliéder egy támaszhipersíkja, aminek a poliéder teljes egészében az egyik oldalán fekszik. Szemléletesen, ez megfelel annak, hogy a háromdimenziós térben hozzátolunk egy síkot a poliéderhez. Formálisan, ha a poliéder minden pontja eleget tesz az
{\displaystyle a^{T}x\leq b}
egyenlőtlenségnek, akkor a poliéder és az
{\displaystyle \{x|a^{T}x=b\}}
halmaz metszete lap, és minden lap megkapható így.
Speciálisan, az
{\displaystyle 0^{T}x\leq 0}
egyenlőtlenség az egész, és az
{\displaystyle 0^{T}x\leq 1}
egyenlőtlenség az üres halmazt adja.
Egy n dimenziós poliéder egy oldala egy (n-1) dimenziós poliéder. Például, egy háromdimenziós kocka lapjai a kocka lapjai, élei, csúcsai, de az egész kocka és az üres halmaz is, de csak a kétdimenziós lapok oldalak.
Egy konvex poliéder csúcsa a poliéder egy olyan pontja, ami nem kapható meg a poliéder más pontjainak konvex kombinációjaként. Ez megfelel a szemléletes elképzelésnek. Ha egy poliédernek van csúcsa, akkor a poliéder csúcsos. Egy poliéder egy csúcsa elfajult, ha több oldal tartalmazza, mint amekkora a poliéder dimenziója. Például egy négyzet alapú gúla csúcspontja elfajult, mert négy oldal közös pontja. Egy konvex poliéder egész, ha csúcsainak minden koordinátája egész. A csúcsok éppen a nulladimenziós lapok.
Ezek fontos fogalmak az operációkutatásban, a lineáris és az egész értékű optimalizálásban, mivel egy lineáris program mindig egy csúcson veszi fel optimumát.

## Speciális poliéderek
- Szilassi-poliéder
- Császár-féle test
- the Csaszar and Szilassi polyhedra
- Spidron , en:Spidron
- Polyedergarten